# Ifrane
Ifrane (arabsko إفران) je mesto v regiji Srednji Atlas v severnem Maroku (14.659 prebivalcev novembra 2014). Glavno mesto province Ifrane v regiji Fès-Meknès, Ifrane, je na nadmorski višini 1665 m. V regionalnem tamazitskem jeziku ifran pomeni 'jame'.
Sodobno mesto Ifrane je francoska uprava ustanovila leta 1928 v obdobju protektorata za svojo upravo zaradi alpskega podnebja. Ifrane je bil zasnovan kot hribovska postaja ali kolonialni tip naselja. To je letoviško mesto, postavljeno visoko v gorah, da bi Evropejci lahko našli olajšanje pred poletno vročino v notranjih ravnicah Maroka. Ifrane, hiša jezera Dayet Iffer, je tudi priljubljena destinacija za višinske treninge.
Prva stalna naselbina tega območja sega v 16. stoletje, ko je Sharif Sîdî 'Abd al-Salâm ustanovil svojo skupnost v dolini Tizguit, sedem km dolvodno od sedanjega mesta. Ifrane je kolonialna "hribovska postaja" in "vrtno mesto". Je tudi "cesarsko mesto", gorsko letovišče, pokrajinsko upravno središče in univerzitetno mesto.

## Zgodovina
Prva stalna naselbina tega območja sega v 16. stoletje, ko je šarîf po imenu Sîdî 'Abd al-Salâm ustanovil svojo skupnost v dolini Tizguit, 7 km dolvodno od sedanjega mesta. V lokalnem amaziškem jeziku Ifran pomeni 'jame'. Vas Sîdîja 'Abd al-Salâma, imenovana Zaouiat Sidi Abdeslam (ali preprosto zâvija), je bila najprej sestavljena iz jamskih bivališč, izdolbenih iz stene apnenčaste doline. Šele v zadnjih petdesetih letih so njeni prebivalci zgradili nadzemne hiše. Jame, ki zdaj ležijo pod temi hišami, se še vedno uporabljajo kot jasli za živali in za shranjevanje.
Do sredine 17. stoletja je bila Sîdîjeva 'Abd al-Salâmova zâvija dovolj dobro uveljavljena, da je prejela obsežno iktâ ali zemljiško darilo od 'Alâvîjevega sultana Mulâja Rašîda. Iktâ’ se je raztezala od gorvodnega toka današnjega Ifrana navzdol po dolini Tizguit vse do pobočja El Hadžeb. Pozno v 19. stoletju so kmetijsko-pastoralne skupine Amazigh Senhadja Beni M'guild in Zenata the Ait Seghrouchen, ki so prečkale Srednji Atlas iz zgornje nižine Muluja, začele pasti svoje črede ovac in koz na okoliški planoti. Preživetje zâvija je temeljilo na namakanem kmetijstvu na dnu doline, paši živine in gozdnih virih.
Kmetijske parcele so bile v zasebni lasti (mulk), pašne površine pa so bile pod kolektivno plemensko jurisdikcijo (džma). Plemensko organizirano prebivalstvo območja Ifrane-Azrou se je po obdobju odpora (1913–1917) podredilo kolonialni oblasti. Odpor se je nadaljeval višje v gorah (Timahdit, Džebel Fazaz) do leta 1922.

### Moderna zgodovina
Moderno mesto Ifrane je leta 1929 ustanovila francoska uprava na zemljišču, ki je bilo razlaščeno od prebivalcev zâvije. Mesto naj bi bilo hribovska postaja, hladen kraj za kolonialne družine, kjer bi preživljale vroče poletne mesece, in je bilo prvotno načrtovano po modelu urbanega oblikovanja 'vrtnega mesta', ki je bil takrat v modi. Načrt je predvideval poletne hišice tipa brunarice v alpskem slogu, razporejene med vrtovi in vijugastimi ulicami z drevesi. Kraljeva palača je bila zgrajena tudi za sultana Mohameda Jusufa. Prvi javni stavbi mesta sta bili pošta in cerkev. Poleg tega je bila zgrajena kaznilnica, ki je med drugo svetovno vojno služila kot taborišče za vojne ujetnike.
Tako kot drugod v Maroku je kmalu zraven kolonialne ustanove zraslo barakarsko mesto Timdiqîn. V njem je bilo nastanjeno maroško prebivalstvo (služkinje, vrtnarji itd.), ki je služilo francoskim popotnikom. Timdiqîn je bil od kolonialnega vrtnega mesta ločen z globoko sotesko. Po osamosvojitvi so francoske posesti v prvotnem vrtnem mestu počasi pokupili Maročani. Mesto se je povečalo in dobilo mošejo, mestno tržnico in javna stanovanjska naselja. Poleg tega je bila barakarska soseska Timdiqîn obnovljena z ustreznimi mestnimi pripomočki.
Leta 1979 je Ifrane postal sedež istoimenske upravne province in ustanovljene so bile nekatere vladne službe. Leta 1995 se je odprla univerza Al Akavajn, javna univerza v angleškem jeziku z ameriškim učnim načrtom, kar je pripomoglo k temu, da je Ifrane ponovno postal zaželena destinacija za domači turizem. Posledično se Ifrane še naprej razvija kot poletno in zimsko letovišče. Stare brunarice v središču mesta se rušijo in jih nadomeščajo stanovanjska naselja, na obrobju pa rastejo počitniški centri in ograjena stanovanjska naselja.
Gorovje Srednjega Atlasa je sestavljeno večinoma iz serije apnenčastih planot. Nedaleč od mesta Ifrane v srednjem Atlasu je gozd Cèdre Gouraud. Na teh planotah pade precej padavin – v Ifranu v povprečju približno 1100/1200 ml/leto – in so naravno gozdnate, z gozdovi hrastovega grmišča, ki se izmenjujejo s cedrovino. Srednji Atlas leži v središču Maroka in predstavlja njegov naravni vodni stolp, saj številni najpomembnejši rečni sistemi v državi: Moulouja, Sebou, Bou Regreg in Oum Rabia izvirajo iz njega. V zgodovini pa je bil Srednji Atlas kljub svoji osrednji vlogi »prazna četrt«. Čeprav so območje redno prečkali trgovci in čeprav so planšarije uporabljali pastirji, so ostro podnebje in razmeroma slaba tla dolgo ovirali stalno naselitev ljudi. Danes je Srednji Atlas še vedno eden najmanj gosto poseljenih delov Maroka, tudi v primerjavi z drugimi gorskimi regijami, kot sta Visoki Atlas in Rif.
Majhna utrdba s pogledom na Oued Tizguit (danes del palače) je bila zgrajena že v obdobju vojaških osvajanj, da bi zavarovali cesto Fez–Khenifra čez gore. Nežno valovita pokrajina s svežimi izviri in divjim cvetjem je bila ocenjena kot potencialno poletno letovišče za družine debelega črevesa iz nižine Saïss, Meknesa in Fesa. Za projekt je bilo razlaščenih 50 hektarjev kmetijskih zemljišč gorvodno od zavije, na območju, prvotno označenem kot Tourthit ali 'vrt'.
Ifrane je letoviško mesto visoko v gorah, da lahko Evropejci najdejo olajšanje pred poletno vročino tropskih kolonij. Britanci so bili prvi, ki so razvili to vrsto letovišča v Indiji, med katerimi je najbolj znana Šimla v Himalaji, ki je služila kot njihova 'poletna prestolnica'. Francozi so zgradili podobne hribovske postaje na Indokitajskem polotoku, kot je Da Lat, ustanovljen leta 1921. Ifrane ni bil edina hribovska postaja, zgrajena v Maroku. Francozi so eno zgradili tudi v sosednjem Imouzzer Marmuča, pa tudi v Oukaïmedenu v Visokem Atlasu. Hribovske postaje imajo nekaj skupnih značilnosti. Ker so namenjene izseljenskim evropskim družinam, so pogosto oblikovane tako, da njihove tuje prebivalce spominjajo na njihove daljne domovine. Sprejeti arhitekturni slog je uvožen iz matične države, da bi kraj izgledal kot 'mala Anglija' ali douce France. Tako je v Ifranu, kjer so bili uporabljeni različni gorski slogi, kot so maison basque, Jura in Savoy. Poleg tega so bila drevesa in cvetoče rastline uvožena tudi iz domače evropske države. Tudi to je bilo namenjeno povečanju videza in občutka doma. V Ifrane so v ta namen uvažali španski bezeg (Syringa), platane, kostanj in divji kostanj (marronniers in châtaigniers) ter lipe (tilleuls).

## Vrtno mesto
Ifrane je bil načrtovan po modelu urbanističnega oblikovanja 'vrtnega mesta', ki je bil v zahodni Evropi moderen med obema vojnama. Koncept vrtnega mesta je bil razvit v Veliki Britaniji kot model družbene reforme za reševanje problemov industrijskih mest 19. stoletja. Do leta 1920 pa je izgubil svoj družbeni namen in postal tip urbanega oblikovanja. Vrtna mesta so zahtevala stanovanja z nizko gostoto, sestavljena iz popolnoma samostojnih ali dvojnih enodružinskih hiš, obdanih z vrtovi.
Da bi prekinili omrežne načrte iz industrijske dobe, so bila vrtna mesta vedno urejena z ukrivljenimi ulicami z drevesi. Pravzaprav je bila večina vrtnih mest bogata predmestja, ne pa prava mesta sama po sebi. Zadovoljevali so okuse višjega srednjega razreda, ki si je lahko privoščil lastništvo zasebnega avtomobila in posesti v predmestju. Ljudem, ki so v resnici delali v velikih mestih, so dali iluzijo podeželskega življenja z vaško arhitekturo, vijugastimi ulicami in številnimi drevesi. Začetni načrt mestnega vrta Ifrane je leta 1928 v Rabatu zasnoval Tehnični servis Bureau de Contrôle des Municipalités, oddelek Direction des Affairs Politiques.
Načrt iz leta 1928 – za sosesko, ki je danes znana kot Hay Riad – je imel značilne značilnosti vrtnega mesta: zavite ulice, poimenovane po rastlinstvu (Rue des lilas, Rue des tilleuls itd.) in hiše v slogu koč. Hiše bi lahko zasedale le 40 % parcel; ostalo je bilo treba zasaditi kot vrt. Poleg tega so velike dele središča mesta sestavljali javni vrtovi. Nekaj prvotne arhitekture je še vedno mogoče videti, zlasti v okolici mestne hiše in hotela Perce Neige. Poletne domove, ki so jih zgradili coloni, so zasnovali mnogi arhitekti, ki so zgradili evropska dela Casablance in Rabata. Medtem ko je bila evropska arhitektura v teh velikih mestih inovativna in namerno moderna, so bile hiše Ifrane zgrajene v tradicionalnih evropskih slogih in so spominjale na tiste v predmestjih sočasnih francoskih mest.
Prvi javni stavbi v Ifranu sta bili pošta in rimskokatoliška cerkev. Cerkev, posvečeno leta 1939, je zasnoval Paul Tournon (1881–1964), prejemnik prestižne nagrade Prix de Rome, ki je zasnoval tudi cerkev Sacré Cœur v Casablanci. Letoviško funkcijo novega mesta so utrdili z izgradnjo številnih hotelov. Prvi vodilni hotel Ifrane je bil Balima, ki so ga porušili v 1980-ih. Drugi glavni hotel je bil Grand Hôtel, ki je bil pred kratkim prenovljen. Za sultana Mohameda Jusufa je bila zgrajena tudi kraljeva palača.
Ifrane je torej 'kraljevo' mesto, saj ima palačo in uživa kraljevo pokroviteljstvo. Ena zadnja ustanova iz zgodnjih let Ifrane, ki jo je vredno omeniti, je kaznilnica, ki ne obstaja več, lokacija, nasproti policijske akademije in novega policijskega komisariata, pa je bila preurejena v poletni tabor za ministrstvo za pravosodje. Kaznilnica je med drugo svetovno vojno služila kot taborišče za vojne ujetnike. Priljubljena zgodba o izvoru Ifranejeve skulpture leva vključuje italijanskega zapornika v tem zaporu, ki je izklesal leva iz apnenca; vendar to ne drži, saj je lev vsaj iz leta 1936, torej pred drugo svetovno vojno.
Postaja vrtnega mesta visoko v srednjem Atlasu je bila vedno iluzija francoskega predmestnega srednjega razreda. Poskrbljeno je bilo za stanovanja in infrastrukturo lastnikov kolonialnih domov, ne pa tudi za maroške služkinje, vrtnarje ali stražarje, ki so delali zanje. Ker v uradnih parcelah niso našli stanovanja, so morali ti ljudje zgraditi lastne hiše nekoliko stran, čez sotesko severno od mesta. Kot drugod po tedanjem Maroku je tako ob kolonialnem mestu zraslo barakarsko naselje. To je izvor Timdiqina (uradno imenovan Haj Atlas).

## Podnebje
Ifrane, ki leži v gorovju Atlas in je pod vplivom hladnega Kanarskega toka, ima sredozemsko podnebje vročega poletja (Csa) s celinskim vplivom s kratkimi, nekoliko suhimi, toplimi poletji in dolgimi, hladnimi in vlažnimi zimami. Pozimi so lahko noči hudo mrzle.
Zaradi svoje nadmorske višine ima mesto v zimskih mesecih sneg, poleti pa hladnejše podnebje (ni tako vroče kot v bližnjih regijah, ki ležijo na nižji nadmorski višini).
Zaradi nadmorske višine mesta in bližine severnega Atlantskega oceana so padavine zelo obilne, kadar koli frontalni sistemi prizadenejo regijo. Vzorci padavin sledijo klasičnemu sredozemskemu razponu, od oktobra do aprila. Mesto prav tako prejme močno sneženje, ki se začne že oktobra in traja dolgo v pomladno sezono. Povprečna letna temperatura ne presega 11 °C.
Ifrane drži rekord za najnižjo temperaturo, ki so jo kdaj koli opazili v Afriki in arabskem svetu: 11. februarja 1935 -23,9 °C.

## Rastlinstvo in živalstvo
Biotska raznovrstnost Ifrane je edinstvena. Njena favna in flora vsebujeta redke, a večinoma ogrožene vrste. Živali, ki jih najdemo v bližini, so ogroženi berberski makak. Med lokalnimi drevesnimi vrstami so avtohtone atlaške cedre, hrast in uvedena londonska platana.

### Živalstvo
Ifrane je znan po svojih postajah za ribogojstvo (ribogojstvo). Gozd Ras el Ma ima gojitveno postajo, v kateri je mogoče videti postrvi v njihovih gojitvenih bazenih. Poleg tega ima Ifrane pestro paleto žuželk in dvoživk.

#### Sesalci
- Berberski makak (Macaca sylvanus), ogrožena vrsta opic, ki živi v svojem divjem stanju v gozdovih Srednjega Atlasa, vključno z gozdovi, ki obkrožajo Ifrane. Barberske makake lahko opazimo na obrobju ali v oddaljenih predelih mesta Ifrane, ko v gozdu ni več hrane ali preprosto zato, ker so se navadili na človeka.
- Evrazijski šakal (Canis aureus), imenovan ich'ab v Tamazightu, isti izraz se uporablja za 'volk'.
- Karakal (Caracal caracal), ki ga je težko opaziti, preživi pa zaradi svoje izjemne diskretnosti.
- Severnoafriška ženeta (Genetta genetta)[8]

#### Ptice
- Atlaška sinica (Periparus ater atlas), endemična ptica, ki izvira iz gorovja Atlas.
- Afriški škrlatnokrili ščinkavec (Rhodopechys alienus)
- Egiptovski jastreb (Neophron percnopterus)

### Rastlinstvo
Rastlinske in drevesne vrste Ifrane so naslednje:
- Atlaška cedra (Cedrus Atlantica)
- Hrast črnika (Quercus rotundifolia)
- portugalski hrast (Quercus faginea)
- Obmorski bor (Pinus pinaster ssp. Hamiltoni var. maghrebiana)
- Brin Juniperus thurifera
- Cistus laurifolius
- Genista quadrifolia
- Artemisia mesatlantica